# 우리땅 독도, 365일의 기록
우리땅 독도, 365일의 기록은 KBS에서 1993년 8월 13일부터 1993년 8월 15일까지 3일간 매일 1시간씩 총 3시간에 걸쳐 방송한 다큐멘터리 프로그램이다. DVD로도 제작됐다. 1992년 3월 31일부터 1993년 4월 2일까지 365일동안 독도의 자연 풍경을 카메라에 담았다.
- 1부 : 1992년 3월 31일에서 1992년 9월 11일까지
- 2부 : 1992년 9월 12일에서 1992년 12월 31일까지
- 3부 : 1993년 1월 31일에서 1993년 4월 2일까

## 같이 보기
- 독도